# Campeonato Mundial Paranatação de 2022
O Campeonato Mundial Paranatação de 2022, a 11ª edição do Campeonato Mundial Paranatação, é uma competição internacional de natação para atletas com deficiência. Realizada na Ilha de Madeira durante os dias 12 e 18 de junho. 
A competição estava originalmente programada para ser realizada em 2021, porém, foi transferida para o verão de 2022 devido ao adiamento dos Jogos Paralímpicos de Tóquio de 2020 para 2021. O evento contou com 488 atletas de 59 países. 

## Nações participantes
Rússia e Bielorrússia foram banidas de todas as competições internacionais devido à invasão russa da Ucrânia em 2022 . A China também não competiu.
 

## Agendar
Quadrados roxos marcam as baterias finais programadas.
| Data →                 | Data →             | 12 Dom     | 13 Seg              | 14 Ter              | 15 Qua                  | 16 Qui              | 17 Sex                  | 18 Sab                  |
| ---------------------- | ------------------ | ---------- | ------------------- | ------------------- | ----------------------- | ------------------- | ----------------------- | ----------------------- |
| 50m livre              | Masculino Detalhes | S5 S10 S11 |                     | S12                 |                         | S3 S4 S6 S8 S13     | S7                      | S9                      |
| 50m livre              | Feminino Detalhes  | S5 S10 S11 |                     | S12                 |                         | S3 S4 S6 S8 S13     | S7                      | S9                      |
| 100m livre             | Masculino Detalhes |            | S4 S6               | S13                 | S8 S9                   | S11 S12             | S10                     | S3 S5 S7                |
| 100m livre             | Feminino Detalhes  |            | S4 S6               | S13                 | S8 S9                   | S11 S12             | S10                     | S3 S5 S7                |
| 200m livre             | Masculino Detalhes | S14        |                     |                     | S2                      |                     | S3 S5                   | S4                      |
| 200m livre             | Feminino Detalhes  | S14        |                     |                     |                         |                     | S5                      | S4                      |
| 400m livre             | Masculino Detalhes | S8         | S7                  | S10                 | S6                      | S9                  | S13                     | S11                     |
| 400m livre             | Feminino Detalhes  | S8         | S7                  | S10                 | S6                      | S9                  | S13                     | S11                     |
| 50m costas             | Masculino Detalhes |            | S5                  |                     | S3 S4                   |                     | S1 S2                   |                         |
| 50m costas             | Feminino Detalhes  |            | S5                  |                     | S3 S4                   |                     | S2                      |                         |
| 100m costas            | Masculino Detalhes | S6 S12     | S8 S14              | S1 S2               | S7 S13                  |                     | S9 S11                  | S10                     |
| 100m costas            | Feminino Detalhes  | S6 S12     | S8 S14              | S2                  | S7 S13                  |                     | S9 S11                  | S10                     |
| 50m bruços             | Masculino Detalhes | SB2 SB3    |                     |                     |                         |                     |                         | SB3                     |
| 50m bruços             | Feminino Detalhes  | SB2 SB3    |                     |                     |                         |                     |                         | SB3                     |
| 100m bruços            | Masculino Detalhes | SB4 SB9    | SB13                | SB7 SB11 SB14       | SB12                    |                     | SB6                     | SB8                     |
| 100m bruços            | Feminino Detalhes  | SB4 SB9    | SB13                | SB7 SB11 SB14       | SB12                    | SB5                 | SB6                     | SB8                     |
| 50m borboleta          | Masculino Detalhes |            |                     | S5                  |                         | S7                  |                         | S6 S14                  |
| 50m borboleta          | Feminino Detalhes  |            |                     | S5                  |                         | S7                  |                         | S6 S14                  |
| 100m butterfly         | Masculino Detalhes | S13        | S11 S12             | S8 S9               |                         | S10                 |                         |                         |
| 100m butterfly         | Feminino Detalhes  | S13        |                     | S8 S9               |                         | S10                 |                         |                         |
| 150m individual medley | Masculino Detalhes |            | SM3                 | SM4                 |                         |                     |                         |                         |
| 150m individual medley | Feminino Detalhes  |            | SM3                 |                     |                         |                     |                         |                         |
| 200m individual medley | Masculino Detalhes | SM7        | SM9 SM10            | SM6                 | SM5 SM11                | SM14                | SM8                     | SM13                    |
| 200m individual medley | Feminino Detalhes  | SM7        | SM9 SM10            | SM6                 | SM5 SM11                | SM14                | SM8                     | SM13                    |
| Revezamento livre      | Detalhes           |            | Mixed 4x50m (20pts) |                     | Mixed 4 × 100 m (S14)   |                     | Mixed 4 × 100 m (49pts) | Mixed 4 × 100 m (34pts) |
| Revezamento medley     | Detalhes           |            |                     | Misto 4x50m (20pts) | Misto 4 × 100 m (49pts) | Misto 4x50m (34pts) | Misto 4 × 100 m (S14)   |                         |

## Multi-medalhistas
Lista de multi-medalhistas masculinos e femininos que conquistaram três medalhas de ouro ou cinco medalhas.

### Homens
| Nome                        | Nação          | Medalhas | Eventos |
| --------------------------- | -------------- | --- | --- |
| Stefano Raimondi            | Itália         | Medalha de ouro · Medalha de ouro · Medalha de ouro · Medalha de ouro · Medalha de ouro · Medalha de ouro · Medalha de prata · Medalha de bronze | 100m costas masculino S10 100m peito masculino SB9 100 m borboleta masculino S10 200m medley individual masculino SM10 400m livre masculino S10 Revezamento 4 × 100 m livre misto 34 pontos 100m livre masculino S10 50m livre masculino S10 |
| Rogier Dorsman              | Países Baixos  | Medalha de ouro · Medalha de ouro · Medalha de ouro · Medalha de ouro · Medalha de ouro · Medalha de prata · Medalha de prata                    | 100m peito masculino SB11 200m medley individual masculino SM11 50m livre masculino S11 100m livre masculino S11 400m livre masculino S11 100 m borboleta masculino S11 100m costas masculino S11                                            |
| Samuel da Silva de Oliveira | Brasil         | Medalha de ouro · Medalha de ouro · Medalha de ouro · Medalha de prata · Medalha de prata                                                        | 50m costas masculino S5 50m borboleta masculino S5 Revezamento 4x50 m livre misto 20 pontos 200m medley individual masculino SM55 50m livre masculino S5                                                                                     |
| Antonio Fantin              | Itália         | Medalha de ouro · Medalha de ouro · Medalha de ouro · Medalha de ouro · Medalha de bronze · Medalha de bronze                                    | 50m livre masculino S6 100m livre masculino S6 400m livre masculino S6 100m costas masculino S6 Revezamento 4 × 50 m livre misto 20 pontos                                                                                                   |
| Robert Griswold             | Estados Unidos | Medalha de ouro · Medalha de ouro · Medalha de ouro · Medalha de prata · Medalha de bronze                                                       | 100m costas masculino S8 100 m borboleta masculino S8 200m medley individual masculino SM8 100m livre masculino S8 400m livre masculino S8                                                                                                   |
| Simone Barlaam              | Itália         | Medalha de ouro · Medalha de ouro · Medalha de ouro · Medalha de ouro · Medalha de ouro · Medalha de ouro                                        | 100m costas masculino S9 100m borboleta masculino S9 50m livre masculino S9 100m livre masculino S9 400m livre masculino S9 Revezamento 4 × 100 m livre misto 34 pontos                                                                      |
| Andrii Trusov               | Ucrânia        | Medalha de ouro · Medalha de ouro · Medalha de ouro · Medalha de ouro · Medalha de bronze · Medalha de bronze                                    | 100m costas masculino S7 50m borboleta masculino S7 50m livre masculino S7 100m livre masculino S7 200m medley individual masculino SM7 400m livre masculino S7                                                                              |
| Gabriel Bandeira            | Brasil         | Medalha de ouro · Medalha de ouro · Medalha de ouro · Medalha de prata · Medalha de bronze · Medalha de bronze                                   | 100 m borboleta masculino S14 200m livre masculino S14 200m medley individual masculino SM14 100m costas masculino S14 Revezamento 4 × 100 m livre misto S14 Revezamento 4 × 100 m medley misto S14                                          |
| Jesús Hernández Hernández   | México         | Medalha de ouro · Medalha de ouro · Medalha de ouro · Medalha de prata · Medalha de prata · Medalha de bronze                                    | 150m medley individual masculino SM3 100m livre masculino S3 200m livre masculino S3 50m costas masculino S3 50m livre masculino S3 50m peito masculino SB2                                                                                  |
| Francesco Bocciardo         | Itália         | Medalha de ouro · Medalha de ouro · Medalha de ouro · Medalha de prata                                                                           | 100m livre masculino S5 200m livre masculino S5 50m livre masculino S5 Revezamento medley 4×50m misto 20 pontos |
| Ami Omer Dadaon             | Israel         | Medalha de ouro · Medalha de ouro · Medalha de ouro                                                                                              | 150m medley individual masculino SM4 200m livre masculino S4 50m livre masculino S4 |
| Gabriel Araújo              | Brasil         | Medalha de ouro · Medalha de ouro · Medalha de ouro                                                                                              | 50m costas masculino S2 100m costas masculino S2 200m livre masculino S2 |
| Antoni Ponce Bertran        | Espanha        | Medalha de ouro · Medalha de ouro · Medalha de prata · Medalha de prata · Medalha de prata · Medalha de bronze                                   | 100m peito masculino SB5 200m medley individual masculino SM5 100m livre masculino S5 200m livre masculino S5 50m costas masculino S5 Revezamento medley 4×50m misto 20 pontos                                                               |
| Nelson Crispín              | Colômbia       | Medalha de ouro · Medalha de ouro · Medalha de prata · Medalha de prata · Medalha de prata                                                       | 100m peito masculino SB6 200m medley individual masculino SM6 100m livre masculino S6 50m borboleta masculino S6 50m livre masculino S6 |
| Carlos Serrano Zárate       | Colombia       | Medalha de ouro · Medalha de ouro · Medalha de prata · Medalha de prata · Medalha de bronze                                                      | 100m peito masculino SB7 200m medley individual masculino SM7 50m borboleta masculino S7 50m livre masculino S7 100m livre masculino S7 |

### Mulheres
| Nome                          | Nação          | Medalhas | Eventos |
| ----------------------------- | -------------- | --- | --- |
| Leanne Smith                  | Estados Unidos | Medalha de ouro · Medalha de ouro · Medalha de ouro · Medalha de ouro · Medalha de ouro · Medalha de ouro · Medalha de ouro  | 150m medley individual feminino SM3 50m costas feminino S3 50m peito feminino S3 50m livre feminino S3 100m livre feminino S3 Revezamento medley 4×50m misto 20 pontos Revezamento 4 × 100 m medley misto S14         |
| Maria Carolina Gomes Santiago | Brasil         | Medalha de ouro · Medalha de ouro · Medalha de ouro · Medalha de ouro · Medalha de ouro · Medalha de ouro · Medalha de prata | 100m peito feminino SB12 100 m borboleta feminino S12 50m livre feminino S12 100m livre feminino S12 Revezamento 4 × 100m medley misto 49 pontos Revezamento 4 × 100 m livre misto 49 pontos 100m costas feminino S12 |
| Bethany Firth                 | Reino Unido    | Medalha de ouro · Medalha de ouro · Medalha de ouro · Medalha de ouro · Medalha de ouro                                      | 100m costas feminino S14 200m livre feminino S14 Revezamento 4 × 100 m livre misto S14 Revezamento 4 × 100 m medley misto S14 200m medley individual feminino SM14                                                    |
| Xenia Palazzo                 | Itália         | Medalha de ouro · Medalha de ouro · Medalha de ouro · Medalha de ouro · Medalha de prata · Medalha de prata                  | Revezamento 4 × 100 m livre misto 34 pontos 100m costas feminino S8 100m livre feminino S8 200m medley individual feminino SM8 50m livre feminino S8 400m livre feminino S8                                           |
| Tanja Scholz                  | Alemanha       | Medalha de ouro · Medalha de ouro · Medalha de ouro · Medalha de prata · Medalha de prata                                    | 100m livre feminino S4 200m livre feminino S4 50m livre feminino S4 150m medley individual feminino SM3 50m costas feminino S4                                                                                        |
| McKenzie Coan                 | Estados Unidos | Medalha de ouro · Medalha de ouro · Medalha de ouro · Medalha de prata · Medalha de bronze                                   | 100m livre feminino S7 400m livre feminino S7 50m livre feminino S7 Revezamento 4 × 100 m livre misto 34 pontos 100m costas feminino S7                                                                               |
| Lisa Kruger                   | Países Baixos  | Medalha de ouro · Medalha de ouro · Medalha de ouro · Medalha de bronze · Medalha de bronze                                  | 100m peito feminino SB9 100 m borboleta feminino S10 200m medley individual feminino SM10 100m livre feminino S10 Revezamento 4 × 100m medley misto 34 pontos                                                         |
| Maisie Summers-Newton         | Reino Unido    | Medalha de ouro · Medalha de ouro · Medalha de ouro                                                                          | 100m peito feminino SB6 200m medley individual feminino SM6 400m livre feminino S6 |
| Tully Kearney                 | Reino Unido    | Medalha de ouro · Medalha de ouro · Medalha de ouro                                                                          | 50m livre feminino S5 100m livre feminino S5 200m livre feminino S5 |
| Anastasia Pagonis             | Estados Unidos | Medalha de ouro · Medalha de ouro · Medalha de ouro                                                                          | 100m livre feminino S11 200m medley individual feminino SM11 400m livre feminino S11 |
| Gia Pergolini                 | Estados Unidos | Medalha de ouro · Medalha de ouro · Medalha de prata · Medalha de prata · Medalha de bronze                                  | 100m costas feminino S13 100m livre feminino S13 100 m borboleta feminino S13 50m livre feminino S13 200m medley individual feminino SM13                                                                             |
| Monica Boggioni               | Itália         | Medalha de ouro · Medalha de prata · Medalha de prata · Medalha de bronze · Medalha de bronze · Medalha de bronze            | 200m medley individual feminino SM5 100m peito feminino SB4 Revezamento medley 4×50m misto 20 pontos 50m costas feminino S5 50m livre feminino S5 Revezamento 4x50 m livre misto 20 pontos                            |

## Mesa de medalhas
O quadro de medalhas no dia 7. 
 